# Doornkaat
Doornkaat war ein 1806 gegründetes und 1994 aufgelöstes Unternehmen in der Stadt Norden in Ostfriesland und geprägt durch eine Diversifikation auf verschiedene Geschäftsbereiche mit einem Schwerpunkt auf Getränken.
Sein bekanntestes Produkt war der gleichnamige Kornbrand, der heute von der Berentzen-Gruppe hergestellt und vertrieben wird. Daneben hat es unter anderem auch Tee, Bier und nicht alkoholische Getränke hergestellt.

## Geschichte

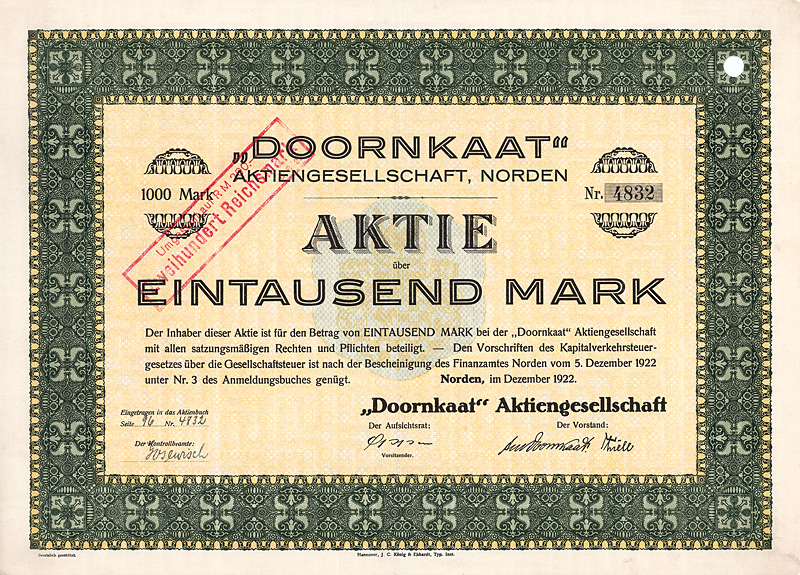
Aktie über 1000 Mark der Doornkaat AG vom Dezember 1922

Doornkaat wurde 1806 in Norden von dem aus Groningen stammenden Mennoniten Jan ten Doornkaat Koolman gegründet. Unterstützt wurde er hierbei vom wohlhabenden Norder Kaufmann Doede Lübberts Cremer, ebenfalls einem Mennoniten. Von der Konkurrenz an zunächst 27 anderen Kornbrennereien in Norden wurden bis 1858 mit einer Ausnahme alle verdrängt. Die Marke „Doornkaat“ wurde am 1. Oktober 1894 angemeldet und am 8. Dezember 1894 in das deutsche Markenregister eingetragen. Die Umwandlung in eine Aktiengesellschaft fand im Jahr 1899 statt.
Im Ersten Weltkrieg kam der Betrieb zeitweise vollständig zum Stillstand. Die Hyperinflation 1923 machte Sparmaßnahmen notwendig. Im Zweiten Weltkrieg wurde bis April 1945 die Wehrmacht beliefert. Nach dem Zweiten Weltkrieg waren die Produktionsanlagen noch völlig intakt, der Warenbestand von den Besatzungstruppen beschlagnahmt.
Die Jahre nach dem Zweiten Weltkrieg brachten einen großen Aufschwung, in den 1970er und 1980er Jahren erfolgte ein schneller Abstieg, der letztlich auch zum Verkauf des Unternehmens führte. Dies lag am Rückgang des Alkoholkonsums in der Bevölkerung, was zu einem Einbruch des Absatzes führte. Auch die geänderte Branntweinsteuer und der drastische Anstieg importierter Spirituosen bestärkten den rückläufigen Trend.
Die langjährigen Vorstände Gerhard ten Doornkaat Koolman und Klaus Scherhorn zogen sich 1984/85 zurück. Die neuen Vorstände Jochen Buschbeck und Hans A. Alles entwickelten Umstrukturierungspläne. In den Jahren 1986–1987 wurde das Personal um 35 % reduziert. Immer noch war das Konzernergebnis der Doornkaat-Gruppe 1987 mit 4,9 Mio. DM recht passabel.
Die deutsche Wiedervereinigung führte bei Doornkaat zu einem überraschenden, aber kurzzeitigen Absatzplus. Der Verkauf des Stammgetränkes stieg um 21 %. Trotzdem konnte der negative Trend nicht gestoppt werden, im Jahr 1991 waren nur noch 232 Mitarbeiter bei Doornkaat beschäftigt.
Im August 1991 erwarb die Berentzen-Gruppe den Geschäftsbetrieb der damaligen Doornkaat AG, ein Beherrschungsvertrag wurde 1992 abgeschlossen.
Berentzen verkaufte die Doornkaat AG an die WCM-Gruppe, die die Firma in NORDAG umbenannte. Gleichzeitig wurden die Brenn- und Markenrechte an die neu gegründete Doornkaat Verwaltung GmbH verkauft, einer neu gegründeten Tochtergesellschaft von Berentzen. Diese wurde in eine neue Doornkaat AG umgewandelt, die ihren Sitz bis 2023 in Norden hatte.

## Doornkaat Kornbrand

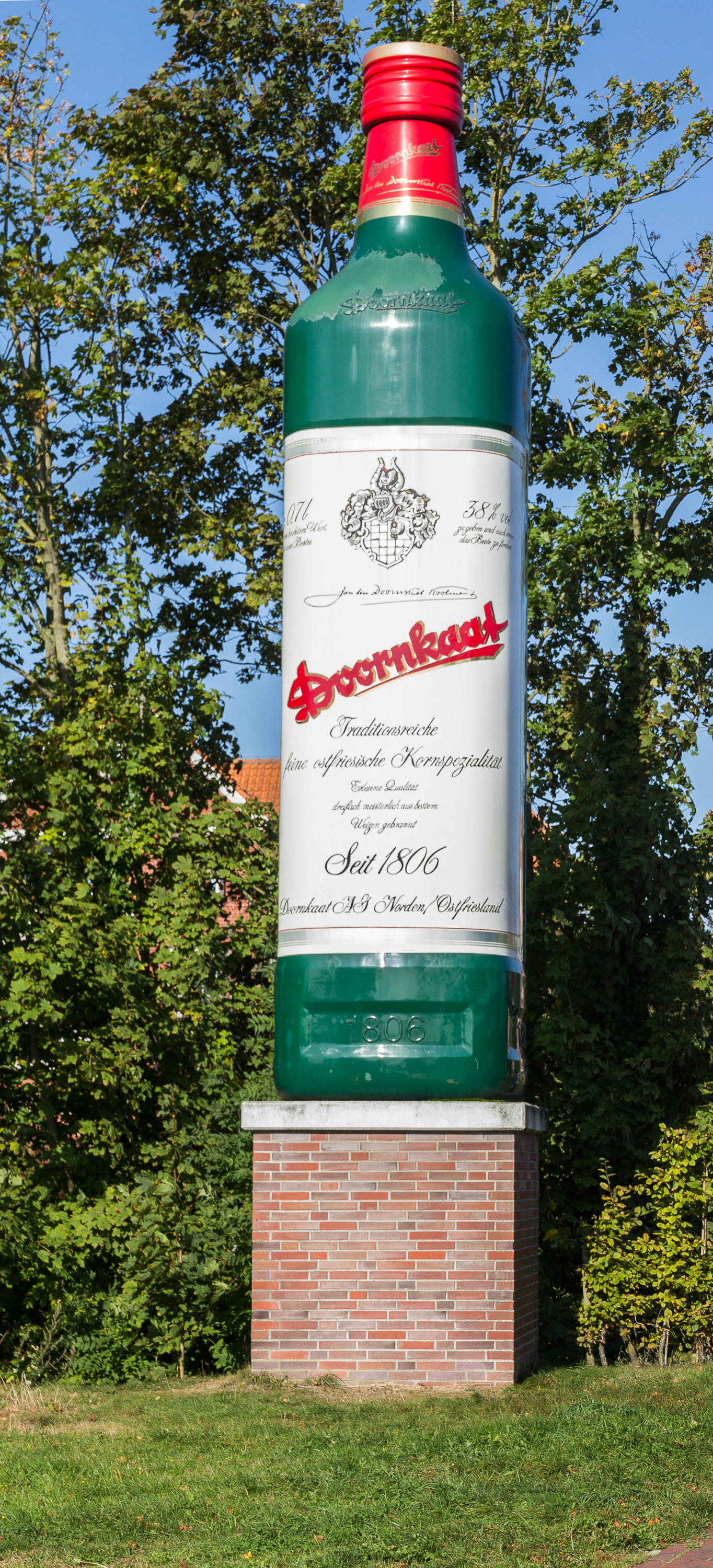
Doornkaat-Denkmal in Form der Vierkantflasche am Ortseingang von Norden.

Der Doornkaat hat einen Alkoholgehalt von 38 Volumenprozent. Er wird als dreifach gebrannt beworben und in Vierkantflaschen verkauft. Der Destillier-Apparat besteht aus Kupfer. Ursprünglich wurde er als Genever, also unter einem Zusatz von Wacholder produziert.
Im Laufe der Jahrzehnte wurde Doornkaat zu einer deutschlandweit bekannten Kornmarke. Ludwig Hohlwein schuf 1923 den „Doornkaat-Kenner“ zum Bewerben der Marke. Ende der 1960er Jahre wurde Doornkaat mit dem Doornkaat-Kenner der die Vierkantflasche in der Hand hält, mit dem Slogan „Doornkaat – heiß geliebt und kalt getrunken“ beworben.
Wilhelm Busch widmete dem „Dorenkat“ ein eigenes Gedicht. Heinz Erhardt gab an, ihn gegen Lampenfieber zu trinken. Hape Kerkelings Figur Horst Schlämmer trank Doornkaat häufig vor laufenden Kameras und trug so zur weiteren Bekanntheit der Marke bei.
Nach der Übernahme durch die Berentzen-Gruppe im August 1991 wurde ab 1997 kein Doornkaat mehr in der Brennerei in Norden hergestellt und die Produktion nach Haselünne verlagert. Neben dem Doornkaat bringt die Berentzen-Gruppe heute auch den Norden Dry Gin in Verkehr. Schließlich wurde 2023 auch die Anschrift von Norden nach Haselünne verlegt.

## Weitere Geschäftsbereiche
Das Unternehmen erhielt zwischenzeitlich weitere Standbeine. Von 1882 bis 1923 wurde eine Bierbrauerei im Norder Stadtteil Westgaste betrieben. Produktionsabfälle wurden zu Viehfutter verarbeitet. Zum Abbau von Brenntorf wurden Torfmoore in Leezdorf erworben. Ab den 1960er Jahren nahm das Unternehmen Schiffsbeteiligungen in sein Portfolio auf. Zudem füllte es zeitweise Mineralwasser ab.
Beginnend 1930 unter dem Namen Doka Tee, ab 1977 Doornkaat's Tee, vertrieb Doornkaat bis 1992 einen eigenen Ostfriesentee.
Die Doornkaat AG beteiligte sich an der Gocher Firma Mülhoff, bekannt für verschiedene Spirituosen unter der Marke Mampe. Nachdem das zwischenzeitlich aufgenommene Fruchtsaftgeschäft unter Druck gekommen war, wurde die Sparte mit dem Verkauf der Anteile an die Emig Fruchtsaft GmbH 1989 verlassen.
Mit der Betriebskrankenkasse Doornkaat hatte das Unternehmen seit 1899 eine eigene Betriebskrankenkasse, die 1996 in der BKK der Partner und zuletzt der Pronova BKK aufgegangen ist.

## Auswirkungen der Schließung

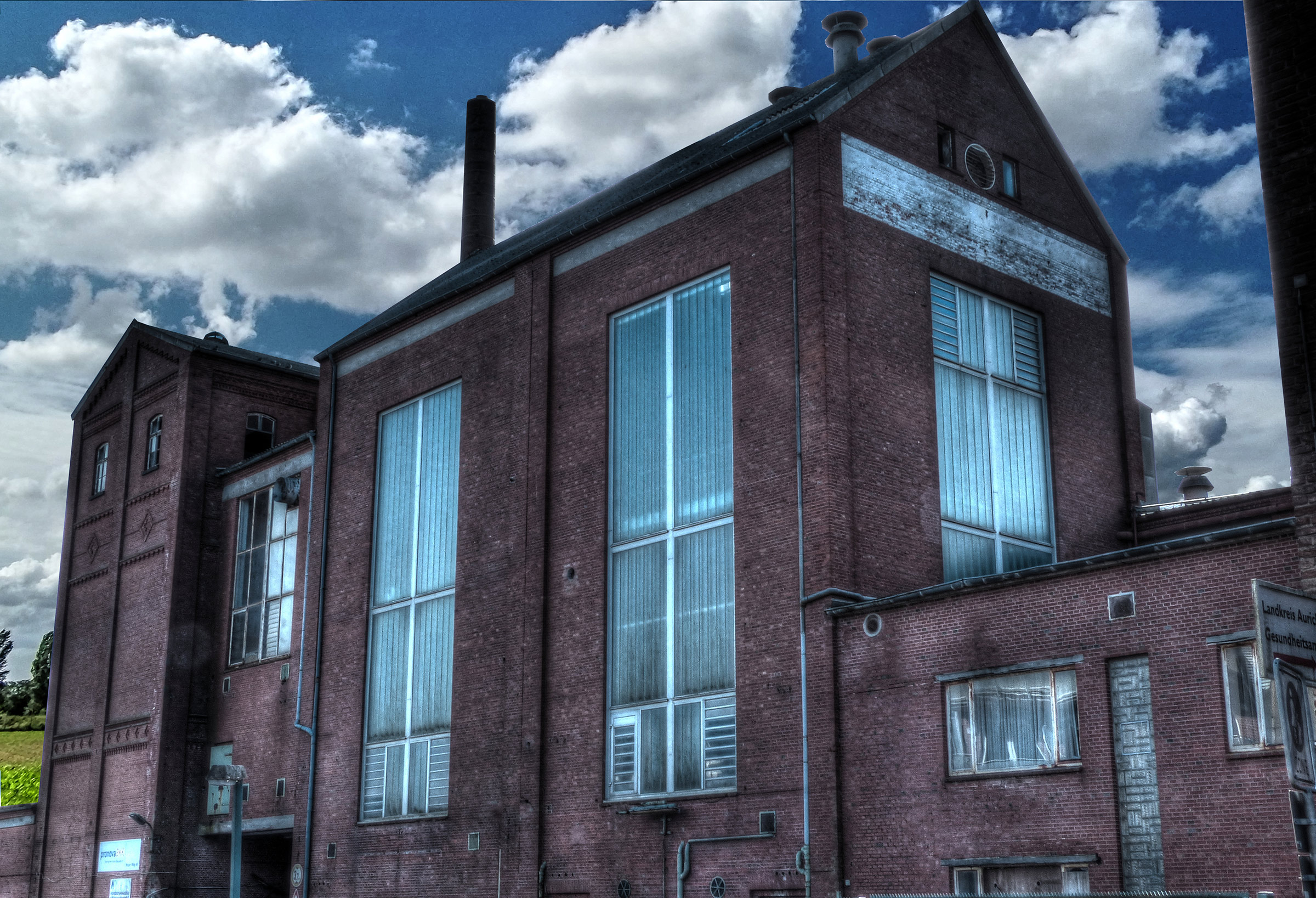
Ehemalige Brennerei in Norden

War Doornkaat jahrzehntelang ein florierendes Unternehmen, das Arbeitsplätze bot, der Stadt Steuereinnahmen und den Landwirten der Umgebung einen Absatzmarkt brachte, so brach nach 1991 ein wirtschaftliches Standbein der Stadt Norden weg. Zwar wurde ein Großteil der Mitarbeiter übernommen, die Produktion aber 1997 aus Norden abgezogen und der dortige Standort geschlossen.
Das ehemalige Betriebsgelände der Brennerei ist im Bereich der Straßen Doornkaatlohne und Doornkaatstraße zu finden. Ein großer Teil der Gebäude ist nach Verlagerung der Produktion nach Minden äußerlich unverändert erhalten. Diverse Unternehmen haben sie teilweise restauriert und mit neuem Leben erfüllt. Aktuell (Stand: 2024) steht das ehemalige Doornkaat-Gelände vor einer umfassenden Neugestaltung.
Die Stadt möchte die Industriebrache zu einem Innenstadt-Quartier umwandeln. Dafür ließ sie bereits einige Gebäude abtragen. Die unter Denkmalschutz stehenden Speicher Lager Brake und das Brennerei-Gebäude sollen saniert werden. Im Lager Brake, das im 19. Jahrhundert errichtet wurde und zu den ältesten erhaltenen Gebäuden des Areals zählt, sollen 2000 Quadratmeter Nutzfläche entstehen. Dort sollen nach aktuellen Plänen Büros sowie ein Gastronomiebetrieb mit Event-Bar und Catering entstehen. In der ehemaligen Brennerei sollen dagegen Flächen für betreutes Wohnen, eine Pflegeeinrichtung sowie ein Hotel eingerichtet werden.

## Soziales Engagement
Die Gründerfamilie ten Doornkaat Koolman war in der Norder Mennonitengemeinde stark verwurzelt. Daraus erwuchs ein gesellschaftliches und soziales Engagement. Im Jahre 1894 ließ das Unternehmen auf dem Blücherplatz im Zentrum Nordens einen Pavillon erbauen, der von den Einwohnern gut angenommen wurde und auch als Musiksaal diente. Die Familienmitglieder unterstützten die Gründung der Freiwilligen Feuerwehr Norden sowie des Heimatvereines Norderland und förderten zudem die örtliche Diakonissenstation.
Im Dezember 1988 gründete Gerhard ten Doornkaat Koolman die Gerhard ten Doornkaat Koolman-Stiftung, die zwischenzeitlich auch Aktien der Doornkaat AG erhielt. Sie ist vor allem in Ostfriesland aktiv. Stiftungszweck sind die Förderung von Wissenschaft und Forschung, Kunst und Kultur, die Pflege des Heimatgedankens, der Denkmal-, Umwelt- und Naturschutz sowie die Rettung aus Lebensgefahr, insbesondere zur See. Nach Gerhard ten Doornkaat wurde ein Seenotrettungsboot der Deutschen Gesellschaft zur Rettung Schiffbrüchiger benannt, die Gerhard ten Doornkaat.